# Ellunder Wald
Ellunder Wald (dänisch: Ellund Skov) ist ein Wald der Gemeinde Handewitt südlich vom Ort Ellund.

## Hintergrund
Auf der Karte der Preußischen Landesaufnahme um 1879 war der Ellunder Wald noch nicht eingezeichnet. Er existierte noch nicht. In dem Gebiet befanden sich damals landwirtschaftliche Flächen. In Schleswig-Holstein wurden im Zuge der Flurbereinigung Anfang der 1950er Jahre Flächen, deren landwirtschaftlicher Nutzen zu gering war, gezielt aufgeforstet. In der Gemeinde Ellund wählte man die südlich vom Ort Ellund gelegenen Geestflächen für die Maßnahme aus und der fünfzig Hektar große Ellunder Wald wurde schließlich gepflanzt. 1956 wurde im Zuge der Flurbereinigung zudem der Feldweg, am westlichen Rand des Waldareals, zur Straße ausgebaut und erhielt den Namen „Waldstraße“. 1956/57 baute die Schleswiger Landgesellschaft dort eine Landarbeitersiedlung aus sechs Häusern. Später wurden weitere Häuser dort gebaut. Auf der Kreiskarte von 1970 war der Wald schon in ungefähr seiner heutigen Größe zu finden. Am 21. April 2006 geriet eine Kate am Ellunder Wald in Flammen. Eine achtundachtzigjährige Bewohnerin konnte nicht gerettet werden. Die örtliche Feuerwehr konnte das Überspringen des Feuers auf den angrenzenden Wald verhindern.
Der Baumbestand besteht aus Lärchen, Fichten, Eichen, Rotbuchen und Nordmann-Tannen. Im Wald befinden sich heute ein Betriebsgelände des kommunalen Bauhofes sowie eine Wildfütterungsstelle.